# 阿爾弗斯頓
阿爾弗斯頓（Ulverston）是英國的一座集鎮和民政教區，位於英格蘭西北部的坎布里亞郡，在歷史上則屬於蘭開夏郡。阿爾弗斯頓位於弗內斯地區，位置靠近湖區。阿爾弗斯頓以其的紀念碑和運河聞名，鎮上有許多商店和酒吧。阿爾弗斯頓自稱是一個節日之城，鎮上每年都舉辦眾多節慶活動。

## 友好城市
- 法國 阿尔贝

## 外部連結
- 官方網站 （页面存档备份，存于）